# ناریتا اکسپرس
ناریتا اکسپرس (به ژاپنی: 成田エクスプレス Narita ekusupuresu) یک قطار منحصراً تندرو است که از سال ۱۹۹۱ توسط شرکت راه‌آهن شرق ژاپن اداره می‌شود. ایستگاه‌های این قطار در نقاط مختلف منطقه کلان‌شهری توکیو واقع شده‌است.